# Grosbreuil

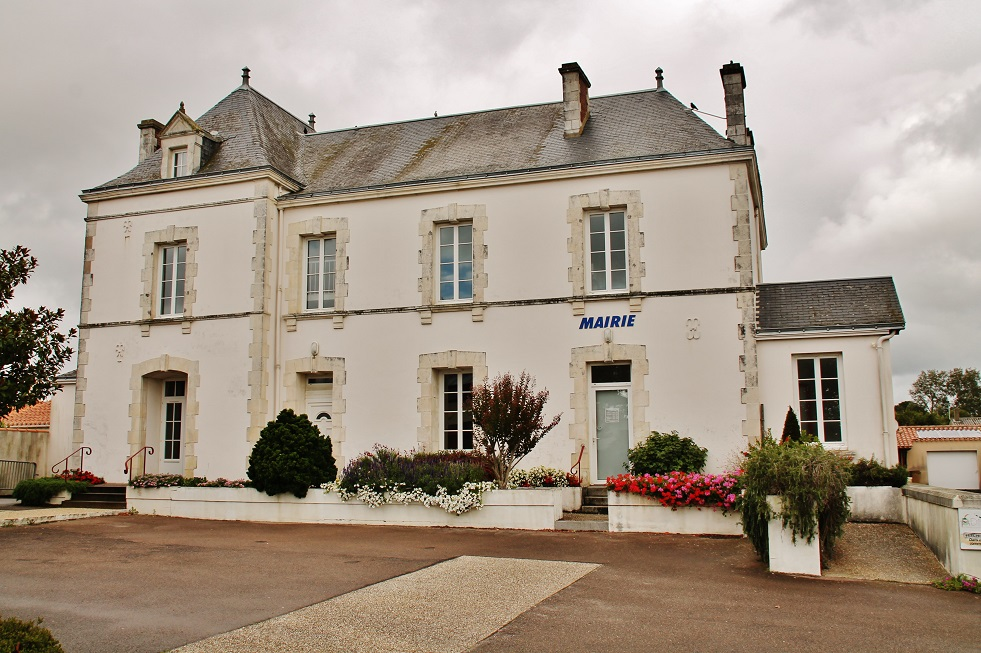
Rathaus Grossbreuil

Grosbreuil ist eine französische Gemeinde mit 2.216 Einwohnern (Stand: 1. Januar 2022) im Département Vendée in der Region Pays de la Loire; sie gehört zum Arrondissement Les Sables-d’Olonne und zum Kanton Talmont-Saint-Hilaire. Die Einwohner werden Grosbreuilois genannt.

## Geografie
Grosbreuil liegt etwa zehn Kilometer von der französischen Atlantikküste, hier der Côte de Lumière, entfernt. Der Fluss Vertonne entspringt im äußersten Osten der Gemeinde. Umgeben wird Grosbreuil von den Nachbargemeinden Le Girouard im Norden, Nieul-le-Dolent im Nordosten, Poiroux im Osten und Südosten, Talmont-Saint-Hilaire im Süden, Sainte-Foy im Westen sowie Les Achards mit La Chapelle-Achard im Nordwesten.

## Bevölkerungsentwicklung
| Jahr      | 1962 | 1968 | 1975 | 1982 | 1990 | 1999 | 2006 | 2012 |
| Einwohner | 1136 | 1033 | 961  | 1033 | 1091 | 1257 | 1748 | 2128 |

## Sehenswürdigkeiten
- Kirche Saint-Nicolas
- Kalvarienberg von 1870
- Schloss La Bénatonnière, im 17. Jahrhundert erbaut, Umbauten aus dem 19. Jahrhundert, Kapelle des Schlosses von 1870
- Haus Giraudeau aus dem Jahre 1901